# Борушовиці
Борушовиці (пол. Boruszowice, нім. Boruschowitz) — село в Польщі, у гміні Творуг Тарноґурського повіту Сілезького воєводства.
Населення — 973 особи (2011).

## Демографія
Демографічна структура станом на 31 березня 2011 року:
|          | Загалом | Допрацездатний вік | Працездатний вік | Постпрацездатний вік |
| -------- | ------- | ------------------ | ---------------- | -------------------- |
| Чоловіки | 483     | 102                | 321              | 60                   |
| Жінки    | 490     | 86                 | 295              | 109                  |
| Разом    | 973     | 188                | 616              | 169                  |